# Paradoxodes subdecora
Paradoxodes subdecora är en fjärilsart som beskrevs av W. Warren 1904. Paradoxodes subdecora ingår i släktet Paradoxodes och familjen mätare. Inga underarter finns listade i Catalogue of Life.